# 香港路 (青岛)

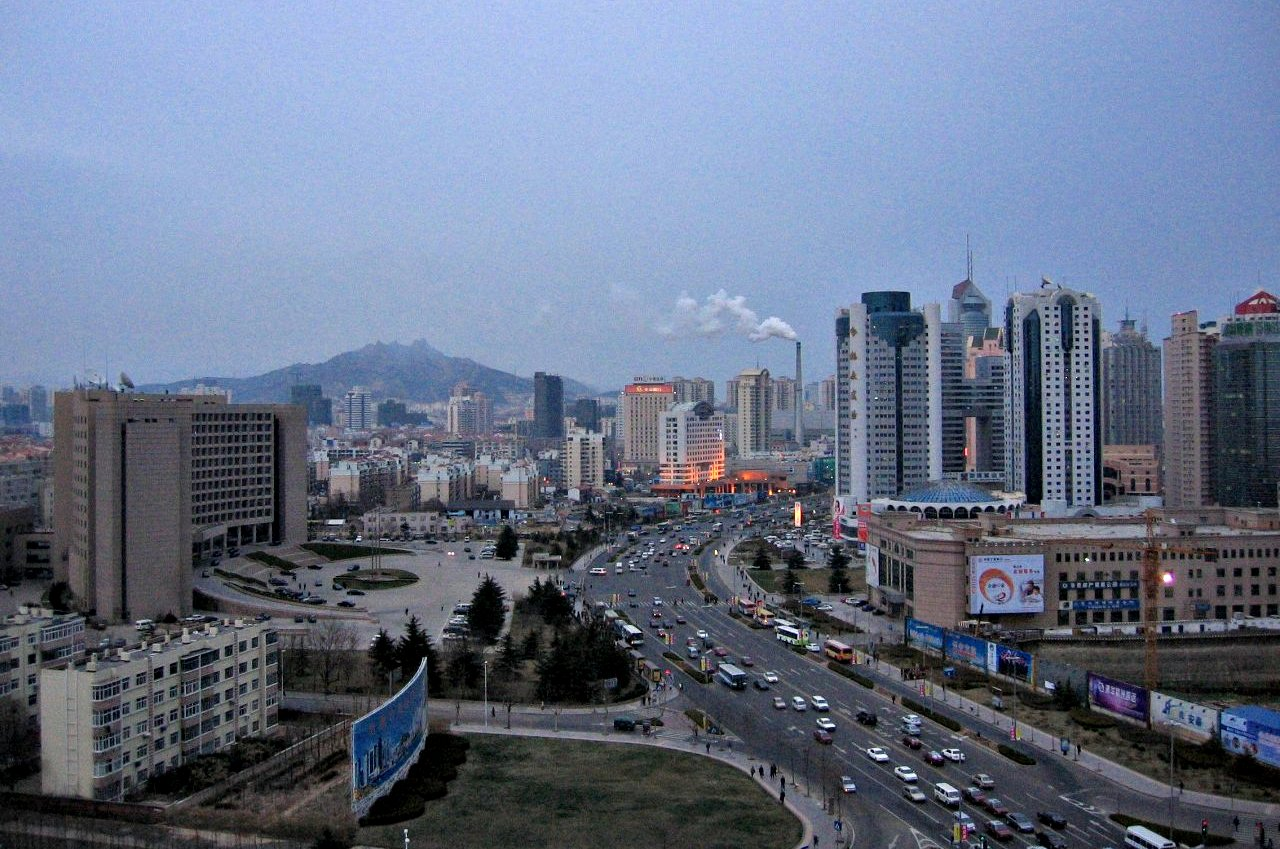
青岛市政府大楼前的香港中路（2002年10月）

香港路，西段原名湛山大路，东段原名湛流干路，是青岛市区最繁华、最现代的一条东西向主干道。香港路西接市南老城区中部，东至崂山；从西向东分为三段：香港西路、香港中路、香港东路。青岛市政府坐落在香港中路上，这里是青岛政治经济文化中心，也称青岛金融街，青岛金融大厦是香港路上的第一高楼。市政府南面便是五四广场，这是青岛节庆活动的主要场地之一，也是青岛市民重要的休闲场所之一。在这两侧商务楼林立，形成国际化的大都市的景象。许多公司总部在青岛的基本都在这里聚集，形成市区东南部的CBD。这里有许多大型商厦和购物中心及高档百货礼品店，是山东档次最高的消费中心。
Template:青岛老街